# Xie Jun
Xie Jun   (Baoding, 30 d'octubre de 1970) és una jugadora d'escacs xinesa, que té el títol de Gran Mestre. Va tenir dos regnats com a Campiona del món, entre 1991 i 1996 i novament entre 1999 i 2001; fou la segona dona de la història en tenir dos regnats, després de Ielizaveta Bíkova.
El 1991, la Xie va esdevenir el segon Gran Mestre de la Xina, rere Ye Rongguang. Xie Jun està casada amb el seu antic entrenador, el GM Wu Shaobin.
Tot i que es troba inactiva des de gener de 2008, a la llista d'Elo de la FIDE de gener de 2014, hi tenia un Elo de 2574 punts, cosa que en feia la jugadora número 17 de la Xina. El seu màxim Elo va ser de 2574 punts, a la llista de gener de 2008 (posició 266 al rànquing mundial absolut).

## Carrera
La Xie va començar a jugar als escacs xinesos a l'edat de 6 anys i a l'edat de 10 anys ja s'havia convertit en la campiona femenina de Xiàngqí o escacs xinesos de Beijing. A instàncies de les autoritats governamentals, aviat va començar a jugar a escacs internacionals. Malgrat la seva formació i entrenament diferents, la Xie es va convertir en la campiona femenina de la Xina d'escacs internacionals el 1984, menys de 4 anys després de començar a jugar aquesta modalitat. El 1988 va empatar en el segon i quart lloc del campionat del món femení júnior.
A l'edat de 20 anys la Xie es va guanyar el dret de lluitar pel títol mundial femení, i el 1991 va derrotar la Maya Chiburdanidze de Geòrgia, que havia ostentat el títol des de 1978, per un marcador de 8½ - 6½. El 1993 va defensar amb èxit el seu títol contra la Nana Ioseliani (guanyant el partit 8½ - 2½). Va perdre el títol davant la Susan Polgar d'Hongria el 1996 (8½ - 4½), però va recuperar el títol en el 1999 en derrotar a un altre finalista del campionat, l'Alisa Galliamova (8½ - 6½), després que Polgar es va negar a acceptar les condicions del partit i va perdre el seu títol. L'any 2000, la FIDE va canviar el format del campionat del món a un sistema d'eliminació directa, i la Xie va guanyar el títol de nou, batent la jugadora xinesa col·lega Qin Kanying 2½ - 1½ a la final.
A l'abril de l'any 2000 a Guangzhou, La Xie, com a campiona femenina del món va jugar un partit contra el campió oficial masculí Anatoly Karpov. Anunciat com un "concurs d'escacs dona vs. home", la trobada va consistir en quatre partits en els controls de temps normals i dos partides ràpides. La porció de quatre partits va ser guanyada per Karpov 2½ - 1½ (1 victòria, 3 empats), i la part de ràpid joc també va ser guanyada per Karpov, 1½ - ½ (1 victòria, 1 empat).
La Xie és una heroïna a la Xina, és àmpliament coneguda pel seu optimisme i seu estil d'atac intens. El seu èxit va popularitzar els escacs internacional al seu país i la resta d'Àsia. La Xie Jun va resultar ser la primera d'una sèrie de fortes jugadores xineses, les altres són Zhu Chen, Xu Yuhua, i Wang Lei. Ella també va ser un factor important en l'equip femení xinès per guanyar la medalla d'or en l'Olimpíada d'Escacs de 1998 a Elista (Calmúquia), Rússia.
Entre les dones, la Xie ha arribat a ser número 2 o número 3, durant la major part de la seva carrera, la qualificació més alta aconseguida per una dona.
Al voltant de 1990, la Xie estava preparant el doctorat en psicologia a la Universitat Normal de Beijing. La Xie Jun actualment passa la majoria del seu temps treballant com a oficial de la Comissió d'Esports de Beijing, tenint cura dels jugadors d'escacs i d'altres esportistes.
Al Juliol de 2004, es va treure el títol d'àrbitre internacional i el d'entrenadora sènior FIDE.